# Unukalhai
Unukalhai (auch Unuk), Bayer-Bezeichnung α Serpentis (Alpha Serpentis, kurz α Ser), ist ein circa 70 Lichtjahre entfernter Dreifachstern im Sternbild Schlange. Der Name Unuk ist eine Verkürzung von Unukalhai (Unuk Al-Haia) und bedeutet so viel wie Hals der Schlange عنق الحية / ʿunuqu ʾl-ḥayya . α Serpentis wird auch Cor Serpentis (lateinisch Herz der Schlange) genannt.
Die Hauptkomponente α Serpentis A ist vom Spektraltyp K2 III und hat eine scheinbaren Helligkeit von +2,6 mag. Sie besitzt die 70-fache Helligkeit bei einer Oberflächentemperatur von 4300 Kelvin und dem 15-fachen Radius der Sonne.
58 Bogensekunden entfernt liegt α Serpentis B (Spektraltyp A3) mit einer scheinbaren Helligkeit von 11,8 mag; α Serpentis C, ein Stern 13. Magnitude, liegt 2,3 Bogenminuten von A entfernt.